# Залізниця Таллінн — Кейла
Залізниця Таллінн — Кейла — дільниця залізниці в Естонії, протяжністю 26,8 км. Побудована 1870 року, як частина Балтійської залізниці. Пов'язує Таллінн з Кейлою. Дорога електрифікована по всій довжині.

## Історія

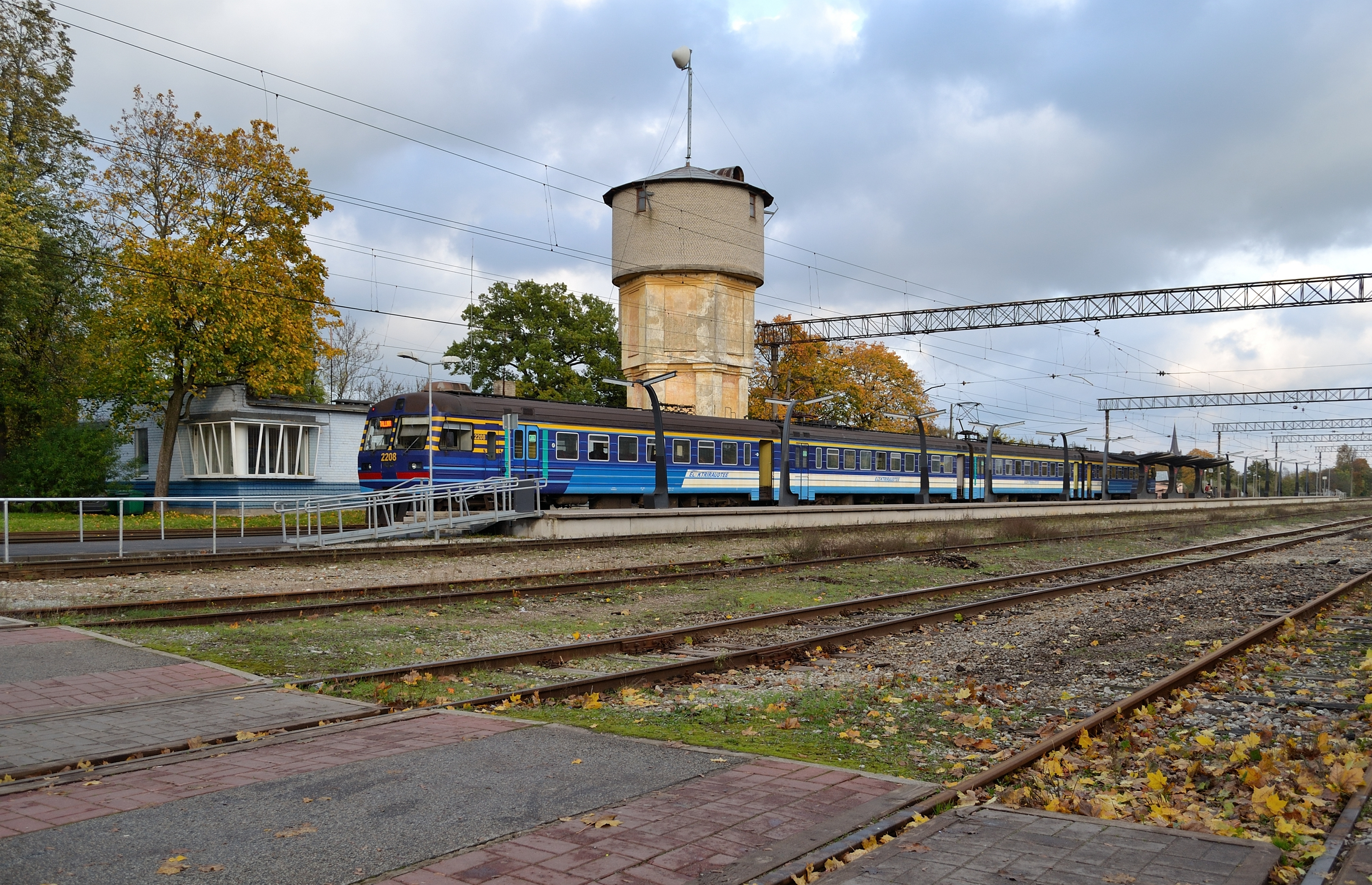
Залізнична станція Кейла (2011 рік)

Дільницю залізниці «Таллінн — Кейла» побудовано в протягом 1869—1870 років у ході будівництва Балтійської залізниці (лінія Палдіскі — Таллінн — Санкт-Петербург). Дільницю дороги завдовжки трохи менше 45 верст закінчувалася Балтійським вокзалом у Таллінні, а в напрямку до Санкт-Петербурга йшла вже інша дорога. Для координації будівництва, Балтійську залізницю розділили на 5 ділянок та 40 будівельних пунктів. Дорога «Таллінн — Кейла» належала до першої дільниці, яка охоплювала відстань від Палдіскі до Аегвійду (близько 100 верст). Від квітня до листопада в будівництві взяло участь 6018 робітників, 4711 із яких привезено з Росії. Експлуатація дороги розпочалася 24 жовтня 1870 року.
Від 1906 до 1917 дільниця входила до складу Північно-Західної залізниці, а від 1918 року — до складу Естонської залізниці. Від 1918 до 1940 року на дільниці «Таллінн — Кейла» почалася активна електрифікація. Від 1925 року в Таллінні побудовано залізничні віадуки через Палдиське шосе, Роху і в Рахумяе. 1939 року на дільниці від Балтійського вокзалу до Нимме прокладено другий ряд рейок, який через рік продовжили до Пяескюла. Крім цього, 1939 року на станції Ярве відкрито нову тягову підстанцію. В ході Другої світової війни електричні контакти демонтовано.
Рух поїздів маршрутом Таллінн — Нимме відновився 23 вересня 1944 року, а через кілька днів відновився і рух поїздів до Кейли. 1946 року закінчено роботу з відновлення електрифікації ділянки Таллінн — Пяескюла. 22 липня 1958 року завершилася електрифікація ділянки Пяескюла — Кейла; таким чином, всю залізницю Таллінн — Кейла було електрифіковано.
1967 року в Кейлі побудовано нову стаціонарну тягову підстанцію. 1962 року в Пяескюлі відкрито депо для електропоїздів.
У січні 2022 року розпочалося будівництво другого головного шляху на ділянці Пяескюла — Кейла. Рух двоколійною дорогою від Таллінна до Кейли відкрився 31 жовтня 2022 року

## Пасажирські перевезення
Нині залізницею проходять лінії пасажирських поїздів Таллінн — Кейла, Таллінн — Пяескюла, Таллінн — Палдіскі, Таллінн — Турба і Таллінн — Клооґаранна.

## Зупинки
- Балтійський вокзал
- Ліллекюла
- Тонді
- Ярве
- Рахумяе
- Нимме
- Хію
- Ківімяе
- Пяескюла
- Лаагрі
- Урда
- Падула
- Сауе
- Валінгу
- Кейла